# Chiesa di San Floriano Martire e Santa Maria
La chiesa di San Floriano Martire e Santa Maria è la parrocchiale di Raveo, in provincia ed arcidiocesi di Udine; fa parte della forania della Montagna.

## Storia
La presenta di una chiesa a Raveo è attestata già nel Quattrocento. Questo edificio subì nel tempo diversi rimaneggiamenti; il più recente di questi fu condotto nel 1777.
Nella prima metà del XIX secolo la chiesa venne demolita e al suo posto ne sorse nel 1834 una nuova, disegnata dall'architetto tolmezzino Domenico Schiavi.
Trenta anni dopo, nel 1864, Domenico D'Aronco venne incaricato di redigere il progetto della nuova parrocchiale, che inglobasse la navata della precedente in modo da riutilizzarla come coro; l'edificio fu ultimato nel 1907 e consacrato nel 1910.
Il terremoto del Friuli del 1976 arrecò alla chiesa alcuni danni, che furono sanati tra il 1981 e il 1983 con un restauro condotto dall'ingegner Renato Zigotti; la struttura venne nuovamente restaurata nel 2008 dalla tolmezzina Luigina Mazzorana e dal fagagnese Aldo Burelli.

## Descrizione

### Esterno
La facciata, caratterizzata da due lesene, è preceduta dal pronao tetrastilo, le cui colonne doriche sorreggono il fregio, caratterizzato da metope e triglifi, e il grande timpano di forma triangolare.

### Interno
L'interno è ad un'unica navata con quattro cappelle laterali e presenta delle paraste doriche e due nicchie; opere di pregio qui conservate sono dei dipinti ottocenteschi eseguiti da Antonio Taddio e ritraenti l'Ultima Cena, San Floreano, San Vito Martire, Gesù tra i Dottori, dello stesso autore pure la Via Crucis, il coro di scuola carnica, costruito nel XIX secolo, l'altare maggiore, costruito da Girolamo Comuzzo nel 1646 ed impreziosito da una pala con San Francesco e da una con l'Estasi di Sant'Agostino e la Santissima Trinità, realizzata tra il 1745 ed il 1747 da Nicola Grassi, il dipinto con San Giuseppe, eseguito nel 1923 dai fratelli udinesi Filipponi, le statue lignee raffiguranti la Madonna Addolorata, scolpita nel XVIII secolo in una bottega friulana, San Luigi Gonzaga, realizzata nel Novecento anch'essa in una bottega del Friuli, e la Madonna con Bambino, del 1910, e un altare marmoreo costruito da Bartolomeo Rizzotti verso l'inizio del XX secolo.